# Věrovany
Věrovany är en ort i Tjeckien.   Den ligger i regionen Olomouc, i den östra delen av landet, 220 km öster om huvudstaden Prag. Věrovany ligger 203 meter över havet och antalet invånare är 1 306.
Terrängen runt Věrovany är platt, och sluttar söderut.Runt Věrovany är det ganska tätbefolkat, med 120 invånare per kvadratkilometer. Närmaste större samhälle är Přerov, 11,8 km öster om Věrovany. Trakten runt Věrovany består till största delen av jordbruksmark.